# Ambrogio Maestri
Ambrogio Maestri (Pavia, 1970) è un baritono italiano.

## Biografia
Ha studiato pianoforte e canto nella sua città, Pavia, perfezionandosi con il tenore Umberto Grilli. Interprete essenzialmente verdiano, ha legato in particolare il suo nome al Falstaff di Giuseppe Verdi, opera con la quale si è esibito al "Centenario verdiano" del 2001, alla Scala di Milano e al Teatro Verdi di Busseto. Da allora è diventato uno dei più importanti baritoni lirici del mondo.
Per la Scala di Milano nel 2000 è Don Carlo di Vargas ne La forza del destino diretto da Riccardo Muti con Marija Hulehina e Salvatore Licitra nella trasferta al Tokyo Bunka Kaikan e nel 2001 è il protagonista nella prima di Falstaff diretto da Muti con Roberto Frontali, Juan Diego Flórez, Barbara Frittoli, Bernadette Manca di Nissa ed Anna Caterina Antonacci portato anche al Teatro Giuseppe Verdi (Busseto) ripreso da Rai 3 (alla presenza del Presidente della Repubblica Italiana Carlo Azeglio Ciampi), Renato nella prima di Un ballo in maschera e Jago in Otello (Verdi) e nel 2002 Giorgio Germont ne La traviata al Teatro degli Arcimboldi.
All'Arena di Verona debutta nel 2000 ne La forza del destino, canta Il trovatore nel 2001 e 2002, Amonasro in Aida dal 2001 al 2014, Nabucco dal 2003 fino al 2013 e La traviata nel 2004 e 2007.
Nel 2002 al Teatro Regio di Parma è Lord Enrico Ashton in Lucia di Lammermoor con Cinzia Forte e per il Teatro La Fenice di Venezia è Jago in Otello diretto da Marcello Viotti al PalaFenice al Tronchetto.
Nel 2003 al Bayerische Staatsoper è Falstaff diretto da Zubin Mehta con Lucio Gallo ed al Teatro Regio di Torino Simon Boccanegra diretto da Roberto Abbado con Vincenzo La Scola.
Al Wiener Staatsoper debutta nel 2004 come Sir John Falstaff (interpretato in 26 recite fino al 2011) diretto da Fabio Luisi con Elīna Garanča, nel 2005 Amonasro in Aida con Hui He ed Ildikó Komlósi, nel 2008 Dulcamara ne L'elisir d'amore con Saimir Pirgu, nel 2009 Nabucco e nel 2011 Alfio in Cavalleria Rusticana con José Cura e Tonio (Taddeo) in Pagliacci con Aleksandrina Pendačanska arrivando a 61 recite viennesi fino al 2014.
Al Royal Opera House, Covent Garden di Londra nel 2004 è Don Carlo di Vargas ne La forza del destino diretto da Antonio Pappano con Violeta Urmana e Ferruccio Furlanetto.
Al Metropolitan Opera House di New York debutta nel 2004 come Amonasro in Aida ed a Piacenza è Nabucco diretto da Daniel Oren con Andrea Gruber e Paata Burchuladze.
Nel 2006 all'Opéra national de Paris è Dulcamara ne L'elisir d'amore, al San Francisco Opera Renato in Un ballo in maschera ed Alfio in Cavalleria rusticana al Metropolitan.
A Bilbao nel 2008 canta La battaglia di Legnano diretto da Renato Palumbo ed Il trovatore con Fiorenza Cedolins.
Al Teatro dell'Opera di Roma nel 2009 è Amonasro in Aida con Giovanna Casolla e Carlo Colombara.
Ancora alla Scala nel 2010 è Dulcamara nella prima di L'elisir d'amore diretto da Donato Renzetti con Nino Machaidze e Rolando Villazón, nel 2011 Tonio nella prima di Pagliacci diretto da Daniel Harding con Celso Albelo e nel 2012 Amonasro in Aida con Giacomo Prestia cantata anche nella trasferta di Tokyo ed Osaka diretto da Gustavo Dudamel con Daniela Barcellona e nella prima scaligera del 2013 diretto Gianandrea Noseda con Marco Berti.
Per il Festival Verdi nel 2011 è Sir John Falstaff al Teatro Farnese di Parma trasmesso da Prima della Prima di Rai 3 e di cui esiste un DVD. Nello stesso anno è ancora Falstaff al Opernhaus Zürich diretto da Daniele Gatti con Massimo Cavalletti di cui esiste un video.
Nel 2012 recita nel film di Ferzan Özpetek (che l'aveva diretto nella produzione di Aida del Maggio Musicale Fiorentino del 2011 di cui esiste un DVD) Magnifica presenza.
Ancora a Londra nel 2012 è Sir John Falstaff con Carlo Bosi, Ana María Martínez e Marie-Nicole Lemieux ed il Dottor Dulcamara ne L'elisir d'amore diretto da Bruno Campanella con Aleksandra Kurzak e Roberto Alagna ed al Met Dulcamara ne Lelisir d'amore con Anna Netrebko.
Nel 2013 è Sir John Falstaff diretto da James Levine con Franco Vassallo al Met ed al Festival di Salisburgo con i Wiener Philharmoniker di cui esiste un video e Simon Boccanegra a Torino con Michele Pertusi.
Nel 2014 è Dulcamara ne L'elisir d'amore e Nabucco al Bayerische Staatsoper, il Barone Scarpia in Tosca diretto da Paolo Carignani al Gran Teatre del Liceu di Barcellona ed al Teatro dell'Opera di Budapest, Falstaff a San Paolo, Amsterdam, con Elisabetta Fiorillo al Teatro Colón di Buenos Aires e con Eva Mei all'Opera di Firenze trasmesso da Rai 5, Gerard in Andrea Chénier con Marcelo Álvarez a Peralada e Jago in Otello con Gregory Kunde a Torino.
Nel 2015 è Scarpia in Tosca diretto da Donald Runnicles alla Deutsche Oper Berlin ed Alfio in Cavalleria rusticana diretto da Christian Thielemann con Jonas Kaufmann e Stefania Toczyska a Salisburgo trasmesso anche da Classica HD.

## Repertorio

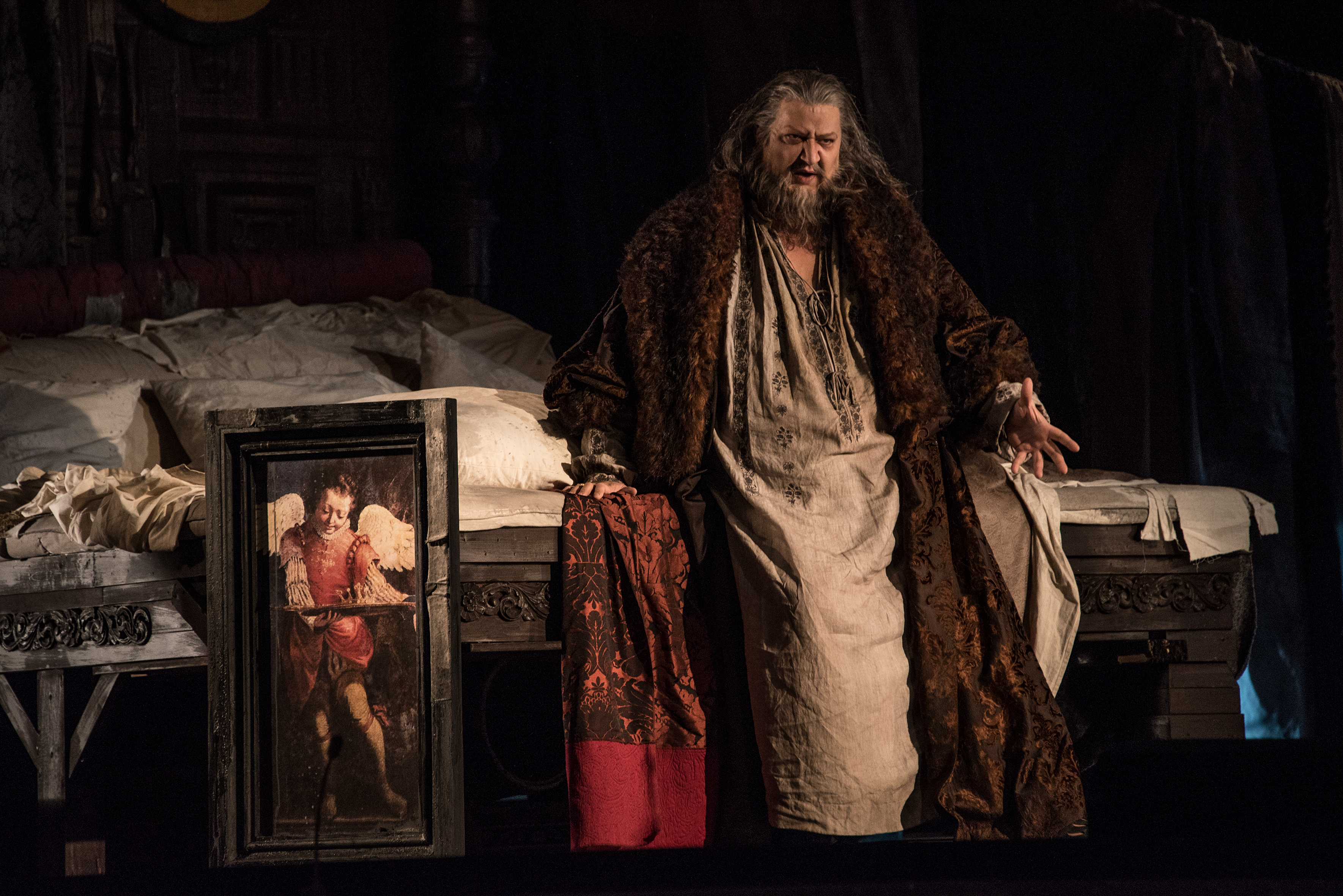
Cantando il Falstaff all'Opera di Stato di Vienna, 2016

| Ruolo                              | Titolo                          | Autore      |
| ---------------------------------- | ------------------------------- | ----------- |
| Vincenzo Gellner                   | La Wally                        | Catalani    |
| Michonnet                          | Adriana Lecouvreur              | Cilea       |
| Baldassare                         | L'Arlesiana                     | Cilea       |
| Il dottore Dulcamara               | L'elisir d'amore                | Donizetti   |
| Enrico Ashton                      | Lucia di Lammermoor             | Donizetti   |
| Don Pasquale                       | Don Pasquale                    | Donizetti   |
| Carlo Gérard                       | Andrea Chénier                  | Giordano    |
| Tonio/Taddeo                       | Pagliacci                       | Leoncavallo |
| Compar Alfio                       | Cavalleria rusticana            | Mascagni    |
| Barnaba                            | La Gioconda                     | Ponchielli  |
| Il barone Vitellio Scarpia         | Tosca                           | Puccini     |
| Sharpless                          | Madama Butterfly                | Puccini     |
| Jack Rance                         | La fanciulla del West           | Puccini     |
| Michele                            | Il tabarro                      | Puccini     |
| Gianni Schicchi                    | Gianni Schicchi                 | Puccini     |
| Don Bartolo                        | Il barbiere di Siviglia         | Rossini     |
| Il compositore                     | Prima la musica e poi le parole | Salieri     |
| Nabucco                            | Nabucco                         | Verdi       |
| Rolando                            | La battaglia di Legnano         | Verdi       |
| Rigoletto                          | Rigoletto                       | Verdi       |
| Conte di Luna                      | Il trovatore                    | Verdi       |
| Giorgio Germont                    | La traviata                     | Verdi       |
| Simon Boccanegra                   | Simon Boccanegra                | Verdi       |
| Renato                             | Un ballo in maschera            | Verdi       |
| Don Carlos di Vargas Fra' Melitone | La forza del destino            | Verdi       |
| Amonasro                           | Aida                            | Verdi       |
| Jago                               | Otello                          | Verdi       |
| Sir John Falstaff                  | Falstaff                        | Verdi       |

## Teatri

### Italia
- Teatro Verdi di Busseto
- Teatro alla Scala di Milano
- Teatro San Carlo di Napoli
- Teatro Regio di Parma
- Teatro dell'Opera di Roma
- Teatro Regio di Torino
- Teatro Verdi di Trieste
- Arena di Verona
- Teatro Massimo di Palermo

### Estero
- Deutsche Oper di Berlino
- Teatro Nacional de São Carlos di Lisbona
- Covent Garden di Londra
- Teatro Real di Madrid
- Bayerische Staatsoper di Monaco di Baviera
- Metropolitan di New York
- San Francisco Opera House
- New National Theatre di Tokyo
- Konzerthaus di Vienna
- Staatsoper di Vienna
- Opera di Washington

## DVD
| Anno | Titolo Ruolo                | Cast                                                  | Direttore Orchestra e Coro                                                           | Etichetta        |
| ---- | --------------------------- | ----------------------------------------------------- | ------------------------------------------------------------------------------------ | ---------------- |
| 2001 | Un ballo in maschera Renato | Salvatore Licitra, Marija Hulehina, Mariana Pentcheva | Riccardo Muti Orchestra e Coro del Teatro alla Scala                                 | House of Opera   |
|      | Falstaff Sir John Falstaff  | Juan Diego Flórez, Barbara Frittoli, Roberto Frontali | Riccardo Muti Orchestra e Coro del Teatro alla Scala                                 | TDK              |
| 2004 | Nabucco                     | Paata Burchuladze, Andrea Gruber, Nazzareno Antinori  | Daniel Oren Orchestra della Fondazione Arturo Toscanini, Coro dei Teatri di Piacenza | Arthaus          |
| 2006 | L'elisir d'amore Dulcamara  | Heidi Grant Murphy, Paul Groves, Laurent Naouri       | Edward Gardner Orchestra e Coro dell'Opéra national de Paris                         | Bel Air Classics |
| 2011 | Falstaff Sir John Falstaff  | Svetla Vassileva, Luca Salsi, Barbara Bargnesi        | Andrea Battistoni Orchestra e Coro del Teatro Regio di Parma                         | Unitel Classica  |
| 2012 | Falstaf Sir John Falstaff   | Barbara Frittoli, Massimo Cavalletti, Javier Camarena | Daniele Gatti Orchestra e Coro dell'Opernhaus Zürich                                 | Unitel Classica  |
|      | Aida Amonasro               | Hui He, Marco Berti, Andrea Ulbrich                   | Daniel Oren Orchestra e Coro dell'Arena di Verona                                    | Unitel Classica  |
| 2013 | Aida Amonasro               | Hui He, Giovanna Casolla, Fabio Sartori               | Omer Meir Wellber Orchestra e Coro dell'Arena di Verona                              | Bel Air Classics |

## Premi
- Premio della critica "Rosenstrauss"